# 1893 en Belgique
Chronologie de la Belgique
- 1889
- 1890
- 1891
- 1892
- 1893
- 1894
- 1895
- 1896
- 1897

Cette page recense des événements qui se sont produits durant l'année 1893 en Belgique.

## Événements
- Du 11 au 18 avril : grève générale pour l'instauration du suffrage universel pur et simple[1].
- 15 avril : fondation du Christene Volkspartij, dont l'un des cofondateurs est le prêtre Adolf Daens[2].
- 18 avril : adoption du principe du suffrage universel tempéré par le vote plural[3].
- 7 septembre : promulgation du texte modifié de la Constitution[4].

## Culture

### Arts
- 18 février - 25 mars : ouverture à Bruxelles du dixième et dernier Salon des XX[5].
- 16 septembre - 3 novembre : ouverture du Salon de Bruxelles de 1893[6].

### Architecture

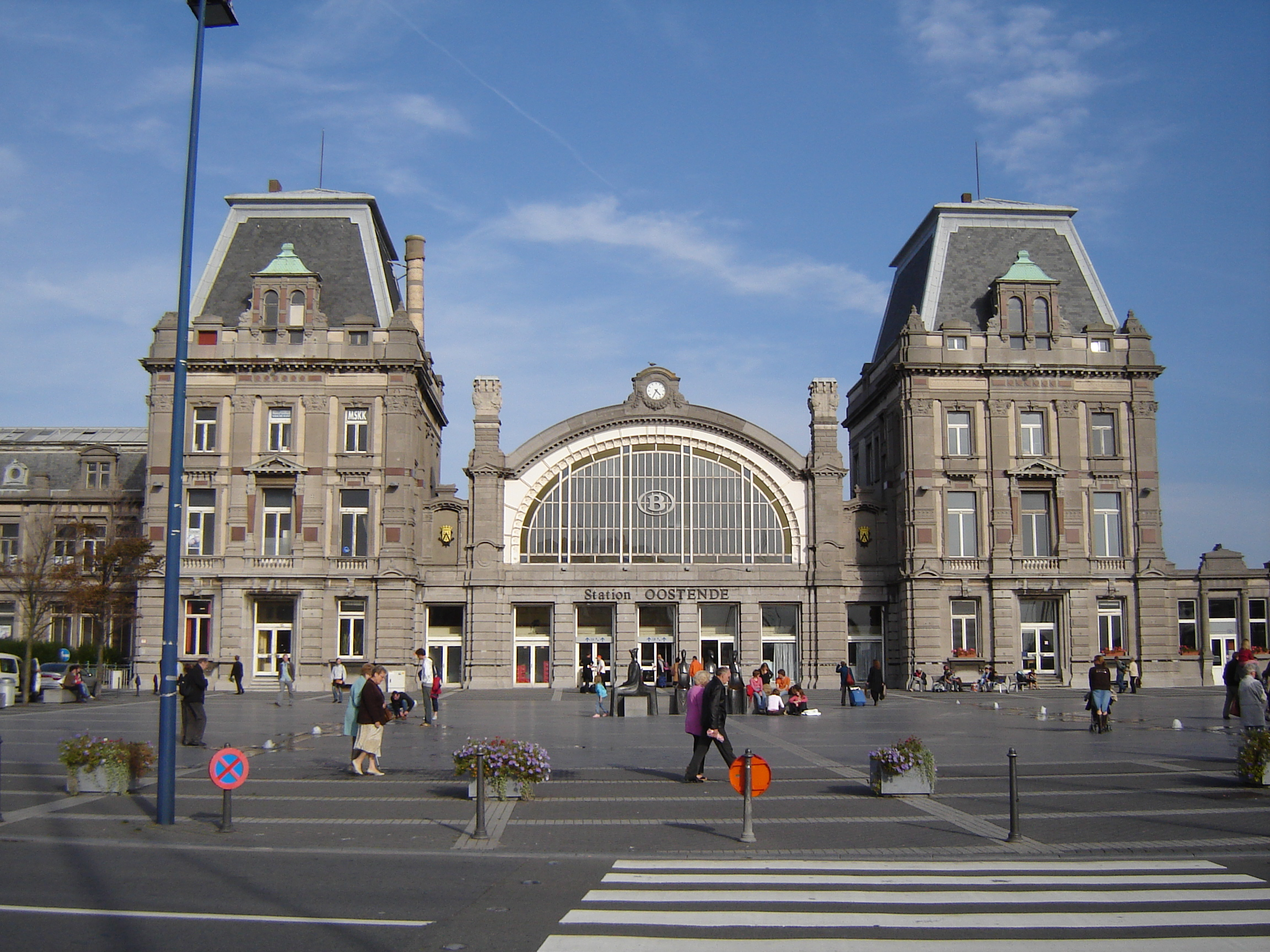
Gare d'Ostende (style éclectique, Franz Seulen)
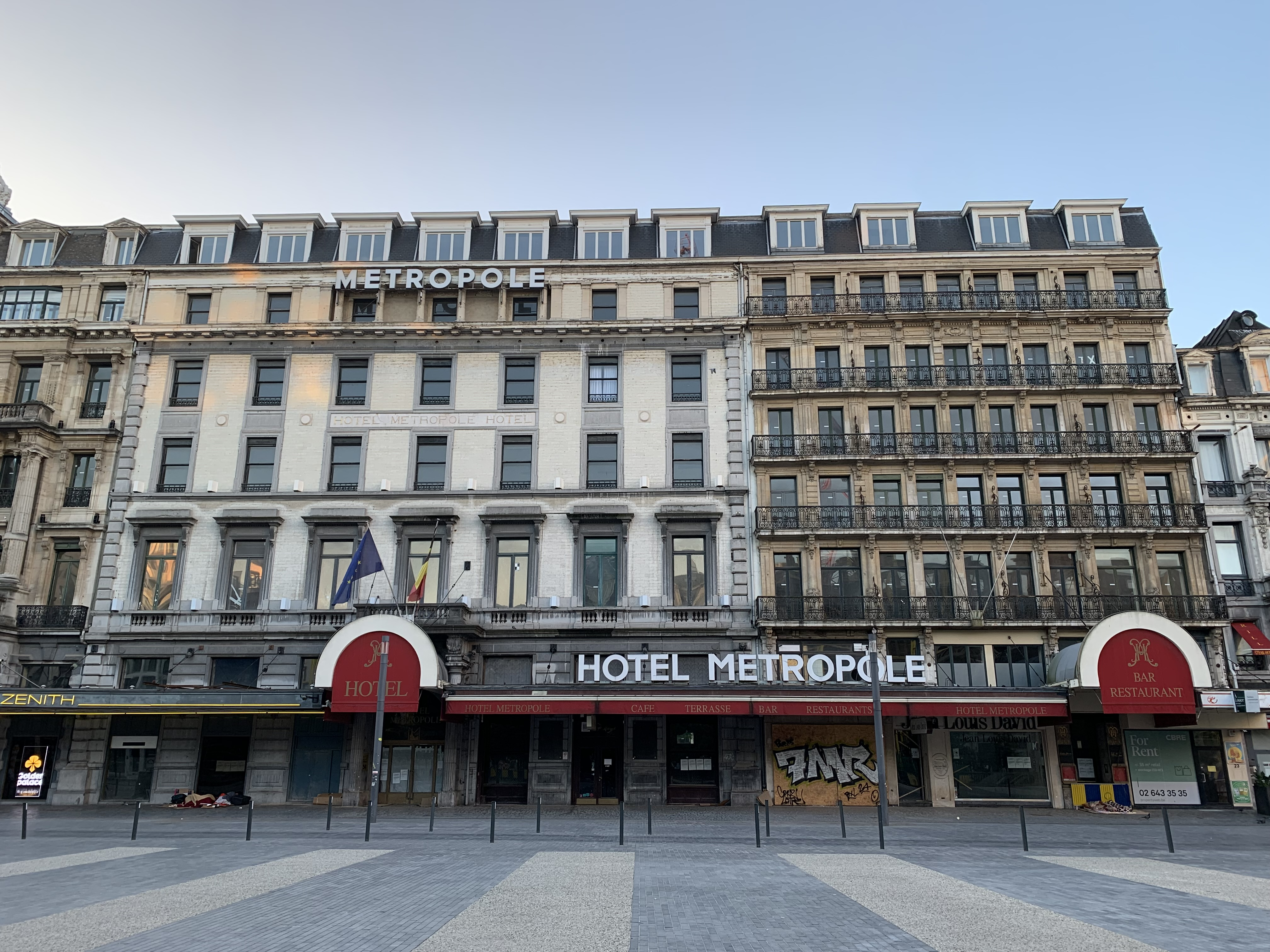
Hôtel Métropole (Bruxelles)
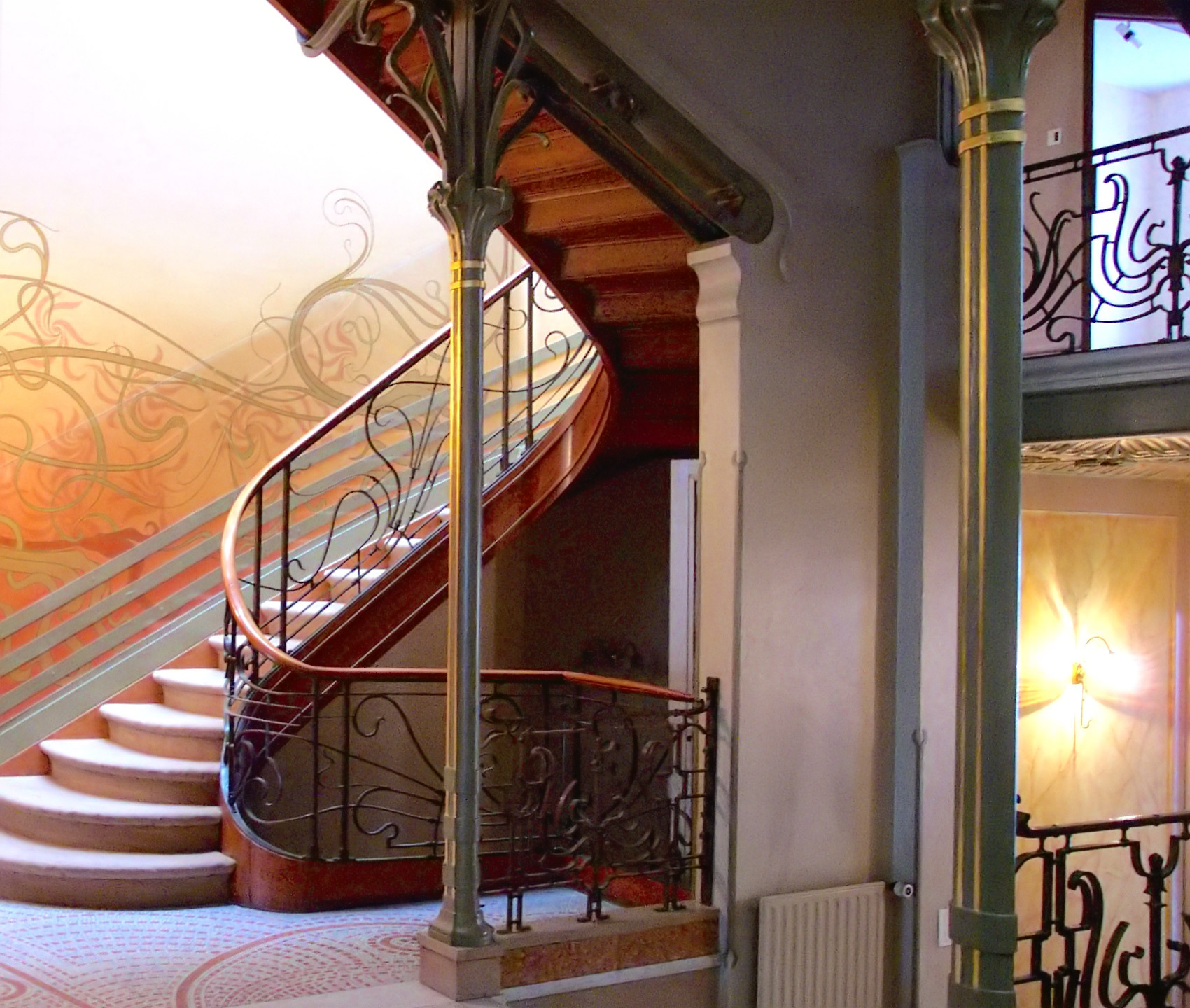
Intérieur de l'Hôtel Tassel (Art nouveau, Victor Horta)
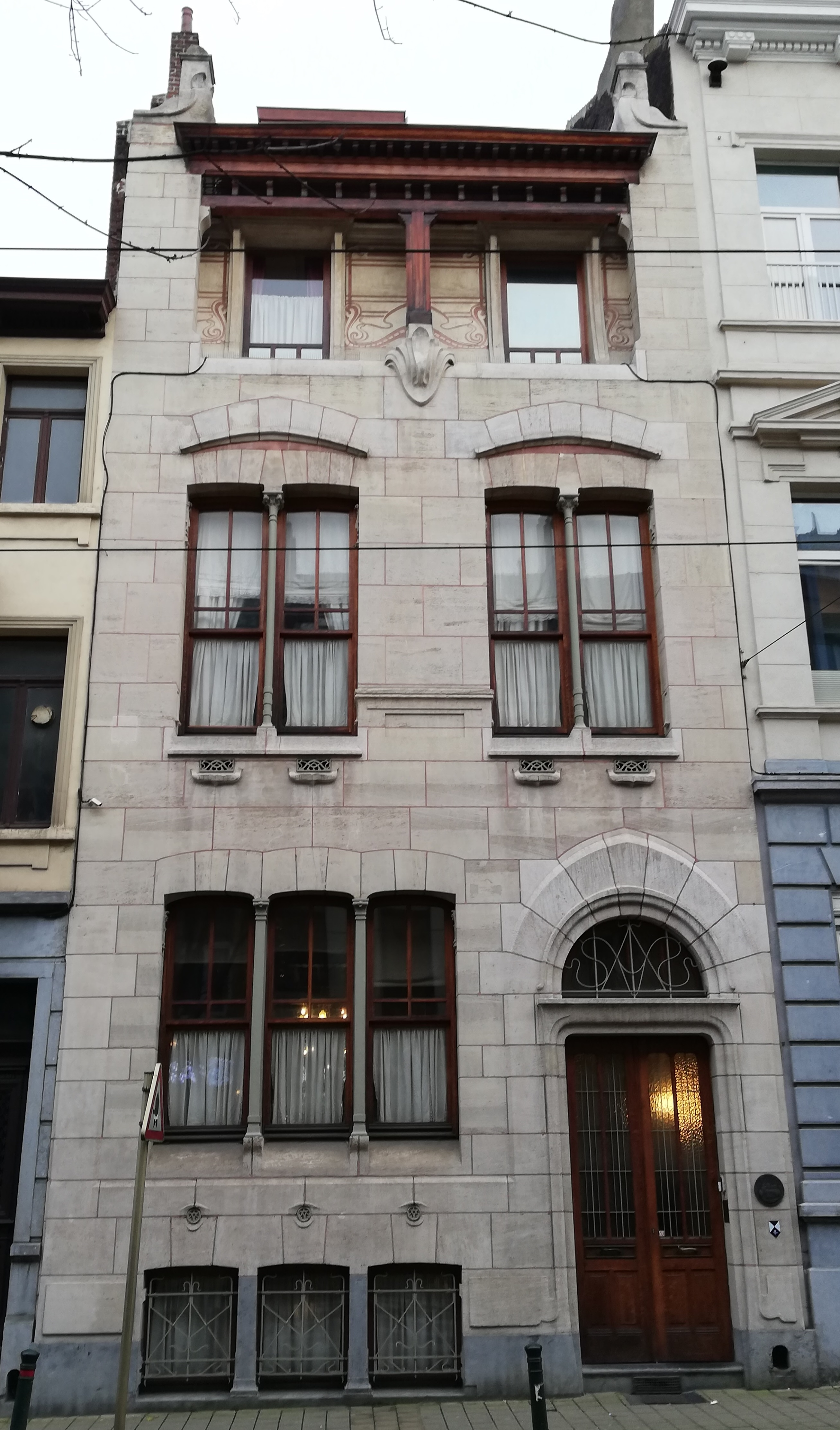
Maison Autrique (Art nouveau, Victor Horta)

### Littérature

#### Littérature francophone
- Les Campagnes hallucinées, recueil d'Émile Verhaeren[7].

#### Littérature flamande
- Première parution de la revue du mouvement littéraire flamand Van Nu en Straks (« D'aujourd'hui et demain »)[8].
- Guirlande du temps (Tijdkrans), recueil de poèmes de Guido Gezelle[9].

### Musique
- Quatuor pour piano et cordes en si mineur de Guillaume Lekeu.

### Peinture

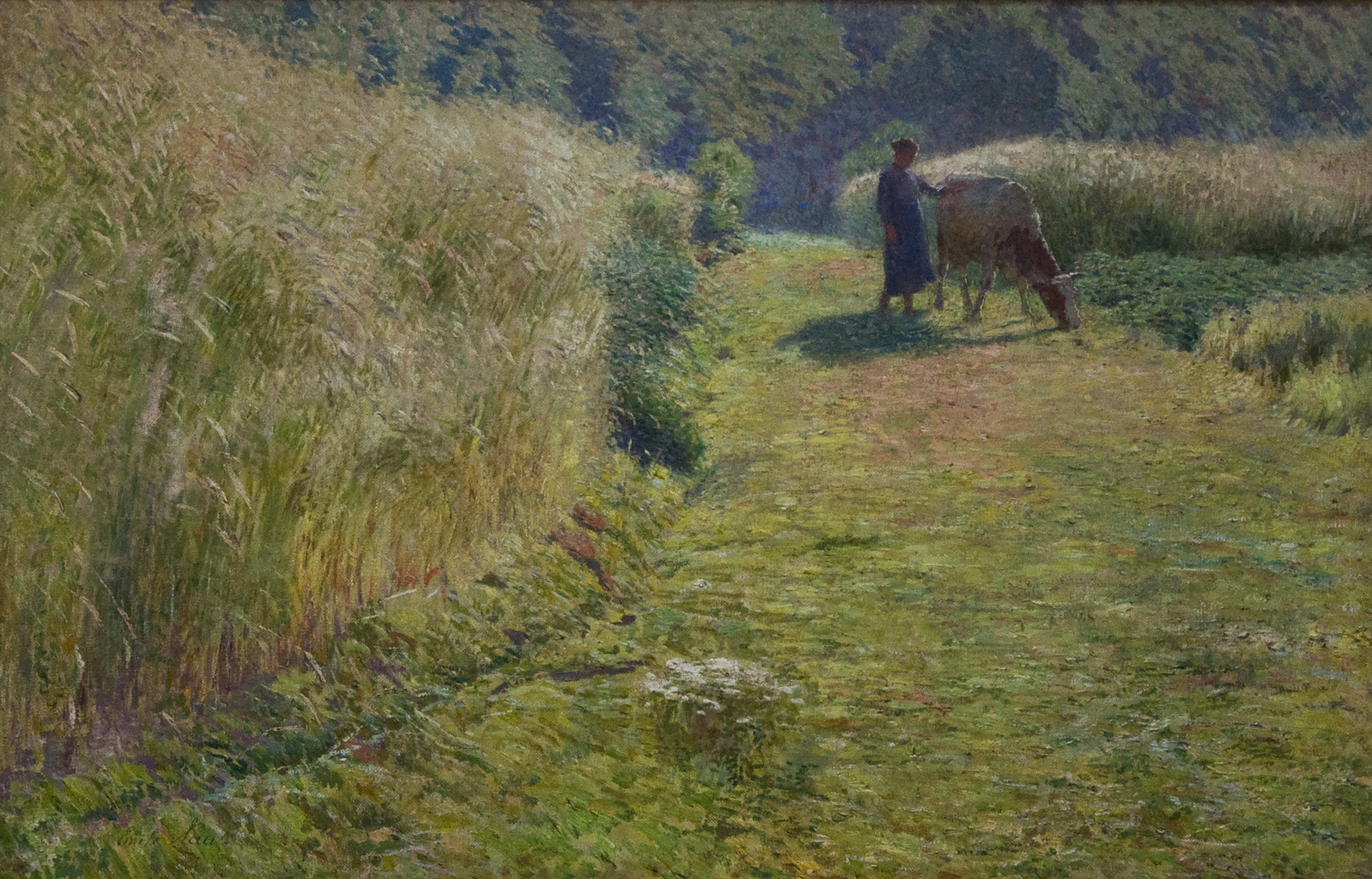
L'Été (Émile Claus)

## Naissances
- 2 janvier : Félix Sellier, coureur cycliste († 16 avril 1965).
- 12 janvier : Victor Lenaers, coureur cycliste († 12 novembre 1968).
- 9 février : Maurice Mareels, peintre († 14 octobre 1976).
- 23 mars : René Vermandel, coureur cycliste († 20 avril 1958).
- 23 mai : Jean Absil, compositeur († 2 février 1974).
- 8 août : René Lefebvre, homme politique († 26 mars 1976).
- 11 novembre : Paul Van Zeeland, avocat et homme d'État († 22 septembre 1973).

## Décès
- 27 janvier : Alfred Belpaire, ingénieur (° 25 septembre 1820).
- 22 novembre : Charles-Auguste Fraikin, sculpteur (° 14 juin 1817).